# Robert Shaw (direttore di coro)
Robert Shaw (Red Bluff, 30 aprile 1916 – New Haven, 25 gennaio 1999) è stato un direttore di coro e direttore d'orchestra statunitense, più famoso per il suo lavoro con il nome Robert Shaw Chorale, con l'Orchestra di Cleveland e Coro e l'Atlanta Symphony Orchestra e Coro.

## Biografia
Shaw nacque a Red Bluff, California. Suo padre, il reverendo Shirley R. Shaw, era un pastore protestante e sua madre era una cantante di concerto. Aveva quattro fratelli, uno dei quali era il cantante Hollace Shaw.
Frequentò il Pomona College, classe 1938. Poco dopo la laurea Shaw fu assunto dal direttore della band popolare,  Fred Waring, per reclutare e formare un glee club che avrebbe cantato con la band. Nel 1941 Shaw fondò la Chorale Collegiata, un gruppo notevole a quel tempo per la sua integrazione razziale. Nel 1948 il gruppo eseguì la Sinfonia n. 9 di Beethoven con la NBC Symphony Orchestra e Arturo Toscanini, che fece questo famoso commento, "In Robert Shaw ho finalmente trovato il maestro che stavo cercando." Shaw continuò a preparare i cori per Toscanini fino a marzo 1954, quando cantarono nel Te Deum di Verdi e nel Prologo del Mefistofele di Boito. I cori di Shaw hanno partecipato alle esecuzioni di trasmissioni della NBC di tre opere verdiane: Aida, Falstaff e Un ballo in maschera, tutte dirette da Toscanini. Possono essere visti negli home video delle trasmissioni televisive di Aida (dal 1949) e la Nona Sinfonia di Beethoven (da aprile 1948), anche diretta da Toscanini. Shaw stesso si prese un inchino alla fine della trasmissione televisiva di Beethoven.
Shaw era anche cugino di secondo grado di Charles F. Shaw e spesso era stato in vacanza nella sua azienda vinicola nella Napa Valley. Proseguì fondando la Robert Shaw Chorale nel 1948, un gruppo che ha prodotto numerose registrazioni per la RCA Victor fino alla sua nomina ad Atlanta. La Corale ha visitato 30 paesi in tournée sponsorizzate dal Dipartimento di Stato degli Stati Uniti. Shaw fu nominato direttore musicale della San Diego Symphony nel 1953 e presto servizio in quel posto per quattro anni. Solo dopo il suo incarico a San Diego volle diventare nuovamente un apprendista, studiando l'arte di dirigere con George Szell e fungendo da suo assistente presso la Cleveland Orchestra per undici stagioni. Si prese anche in carico il nascente Coro della Cleveland Orchestra e lo mise a punto trasformandolo in una delle più belle formazioni corali di volontari, sponsorizzati da un'orchestra sinfonica americana. Dal 1967-1988 fu direttore musicale e direttore d'orchestra dell'Atlanta Symphony Orchestra. Nel 1970 fondò il Coro dell'Atlanta Symphony Orchestra e lavorò per ricreare il successo che aveva avuto con la Cleveland nel prepararli per spettacoli e registrazioni con la loro omonima orchestra sinfonica.
Dopo le dimissioni dal suo incarico di Atlanta nel 1988, Shaw continuò a dirigere l'Atlanta Symphony Orchestra come direttore musicale emerito e direttore laureato, fu direttore ospite con altre orchestre, tra cui la Cleveland ed ha insegnato in una serie di festival estivi e di laboratori di una settimana alla Carnegie Hall per direttori di coro e cantanti.
Anche se conosciuto nel repertorio classico, Shaw non si limitò a quel genere. La sua discografia comprende anche registrazioni di canti marinareschi, canzoni di glee club, musica sacra e spirituals, numeri di teatro musicale, melodie popolari irlandesi e, soprattutto, album di Natale che sono rimasti dei bestseller fin dal loro rilascio. Sotto Shaw, l'Atlanta Symphony Orchestra fece le sue prime registrazioni, a partire da un album di 2-LP intitolato Natività nel 1976, sulla base dei concerti annuali di Natale che Shaw eseguiva ad Atlanta all'inizio del 1970. Per la Telarc registrò diversi rifacimenti digitali degli album di Natale che aveva precedentemente registrato per la RCA Victor, compresi i Many Moods of Christmas. Shaw collaborò con la nota compositrice per coro e direttrice d'orchestra Alice Parker (un ex studentessa di Shaw alla Juilliard School) su arrangiamenti di canti popolari, inni, spiritual e musica di Natale, che rimangono popolari con i cori di oggi.
Nel corso della sua lunga carriera, Shaw ha attirato l'attenzione sulla musica corale ed arrivò ad essere considerato il "decano" dei direttori di coro americani, facendo da mentore ad un certo numero di giovani direttori, tra i quali Jameson Marvin, Margaret Hillis, Maurice Casey, Ken Clinton, Donald Neuen, Ann Howard Jones, e l'attuale direttore del Coro dell'Atlanta Symphony Orchestra e del Coro da Camera, Norman Mackenzie - ed ispirando migliaia di cantanti con i quali avevalavorato in giro per gli Stati Uniti. Il suo lavoro ha fissato nuovi standard corali negli Stati Uniti e molte delle sue registrazioni sono considerate modelli di riferimento per il canto corale.
Anche se i suoi anni di formazione e gran parte del suo lavoro sono stati prima del sorgere dell'interesse per le esecuzioni storicamente informate, le sue registrazioni - che riflettono la sua insistenza sul fatto che testi chiaramente spiegati servono come base per l'interpretazione musicale - non suonano datate rispetto agli sforzi più moderni di gruppi frequentemente più piccoli. Ha registrato molti dei grandi lavori corali-orchestral più di una volta e le sue esecuzioni del Messiah di Händel, la Messa in Si minore di J.S. Bach, la Messa solenne di Beethoven, i Carmina Burana di Orff, il Requiem di Verdi e altri capolavori simili rimangono molto apprezzati. Accostandosi alle esecuzioni storicamente informate, la prima registrazione di Shaw del Messia, nel 1966, utilizzò un coro di soli trentuno cantanti.
Shaw fu un difensore della musica moderna fin dall'inizio della sua carriera. Commissionò un requiem per Franklin D. Roosevelt al neonaturalizzato compositore di origine tedesca Paul Hindemith, che rispose con When Lilacs Last in the Dooryard Bloom'd, un adattamento del poema di Walt Whitman che rievoca la morte di Abraham Lincoln. Shaw diresse la prima esecuzione del lavoro nel 1946 con la Collegiate Chorale e continuò a supportare il lavoro fino all'ultimo decennio della sua vita; nel 1996 ne diresse una esecuzione per il 50º anniversario alla Yale University, dove Hindemith era professore quando scrisse l'opera. Nel 1998 Yale inoltre assegnò a Shaw un dottorato ad honorem. Fu anche destinatario della Yale's Sanford Medal. Shaw ricevette anche il Glee Club Award dell'Università della Pennsylvania per Meriti, in onore della sua vasta influenza sulla musica corale maschile.
Shaw ha inciso per una varietà di etichette, a partire da un'unica registrazione per l'americana Decca e numerose pubblicazioni su RCA Victor durante l'era dei 78 giri. Durante gli anni 1950 e 1960, Shaw e la sua Chorale hanno fatto molti LP per la RCA Victor Red Seal Records. Dal 1977 in poi la maggior parte delle sue registrazioni è apparsa sull'etichetta Telarc. Per tale compagnia ha diretto non solo l'Atlanta Symphony Orchestra e il Coro, ma anche i Robert Shaw Chamber Singers, che hanno tratto il loro personale in gran parte dal Coro dell'Atlanta Symphony Camera, e i Robert Shaw Festival Singers, un gruppo messo insieme per i laboratori corali estivi di Shaw in Francia. La sua ultima registrazione è stata per la Telarc, lo Stabat Mater di Dvořák con l'Atlanta Symphony Orchestra, coro e solisti.
Era patrono nazionale della Delta Omicron, una confraternita musicale professionale internazionale.
Shaw morì a New Haven, Connecticut a seguito di un ictus, all'età di 82 anni.

## Premi e riconoscimenti
Shaw ha ricevuto 14 Grammy Award, quattro premi ASCAP per il servizio alla musica contemporanea, il primo Guggenheim Fellowship mai assegnato ad un direttore d'orchestra, l'Alice M. Ditson Conductor's Award per il servizio alla musica americana, nel 1955; la George Peabody Medal per contributi eccezionali alla musica in America, il Gold Baton Award of the American Symphony Orchestra League per "il ragguardevole servizio alla musica ed alle arti", l'americana National Medal of Arts, il France's Ordre des Arts et des Lettres, l'England's Gramophone Award, ed è stato destinatario nel 1991 del Kennedy Center Honors.